# Église Saint-Amand de Wezeren
L'église Saint-Amand (Sint-Amanduskerk en néerlandais) est une église de style roman et de style de transition roman-gothique située à Wezeren sur le territoire de la commune belge de Landen, dans la province du Brabant flamand.
L'église est réputée pour le remarquable autel qu'elle abrite.

## Historique
L'église de Wezeren (Vesdrin) fut édifiée vers 1200 contre un des trois donjons qui avaient été précédemment édifiés par la principauté de Liège en guise de protection contre le duché de Brabant.
En 1925, l'église a fait l'objet d'une restauration par l'architecte Dehaies : à cette occasion, les bas-côtés (qui sont de très petite taille à Vesdrin) ont été reconstruits sur les fondations des bas-côtés antérieurs, qui étaient en ruines depuis la fin du XVIIIe siècle.
L'église est classée monument historique depuis le 25 septembre 1947 et figure à l'inventaire du patrimoine immobilier de la Région flamande sous la référence 43469.
En 1981, la tour a été restaurée avec de la pierre calcaire de la Meuse au lieu du tuffeau de Lincent utilisé à l'origine.

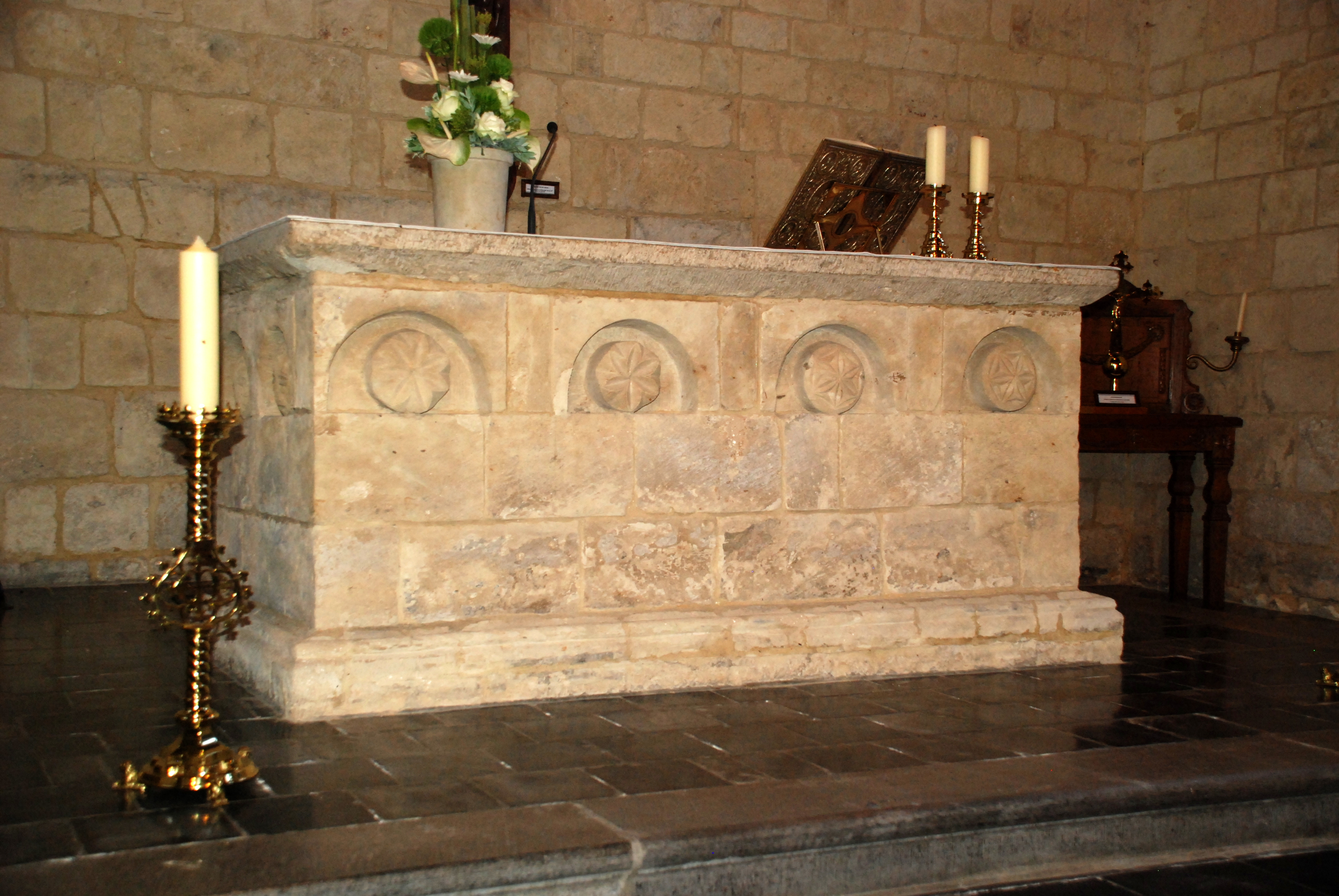
L'autel.

## Architecture

### Architecture extérieure

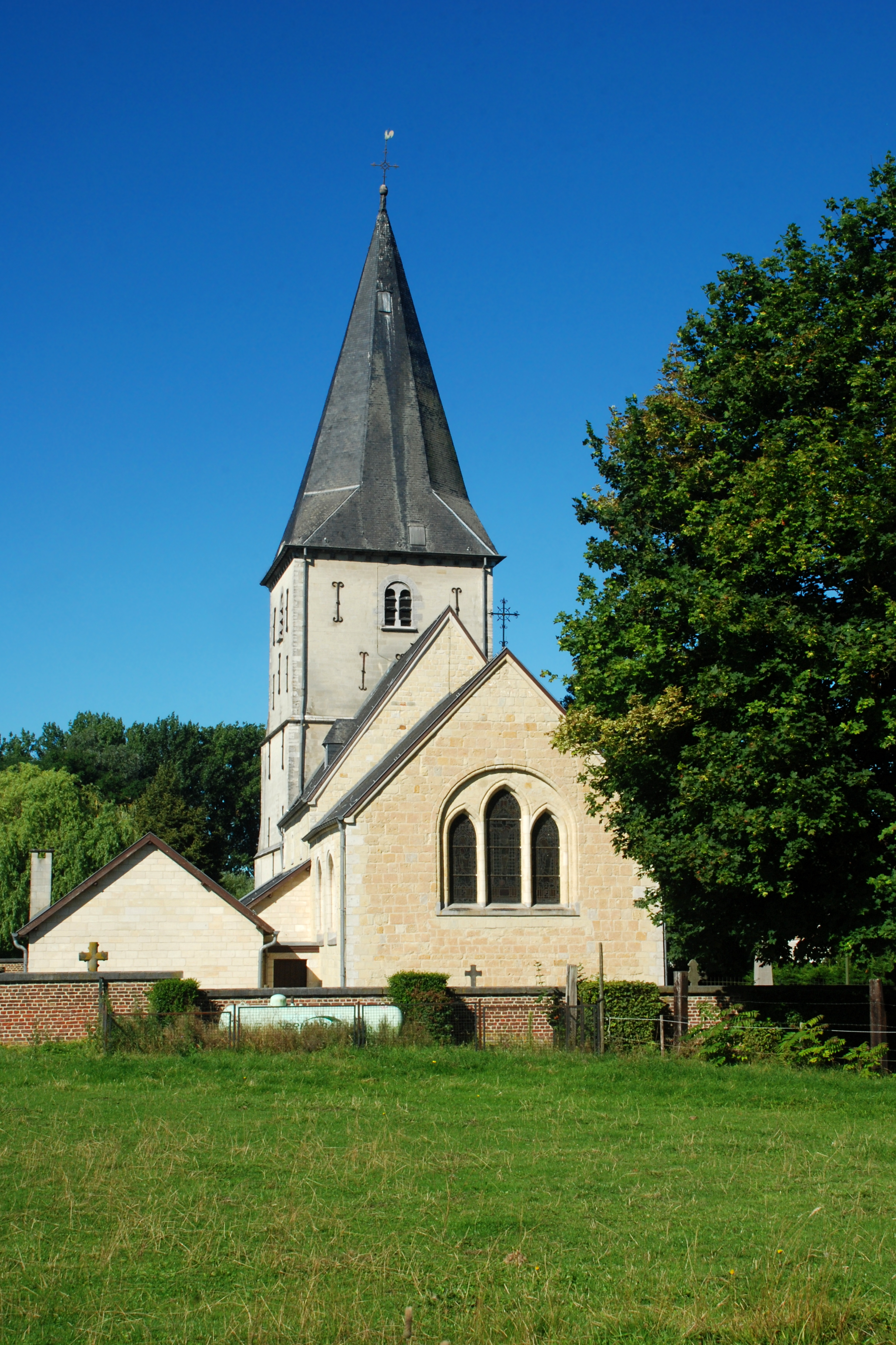
L'église vue de l'est.
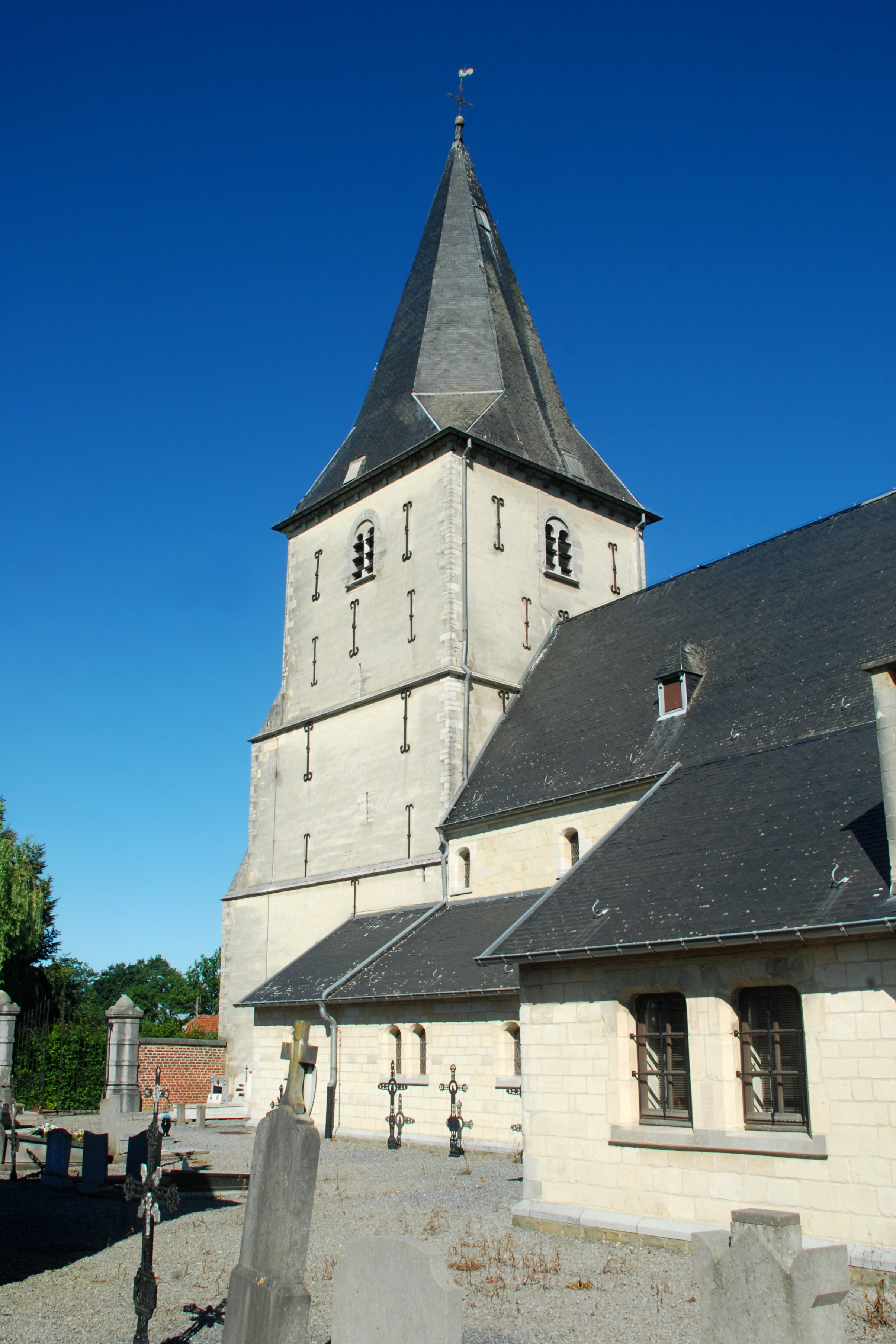
La tour.
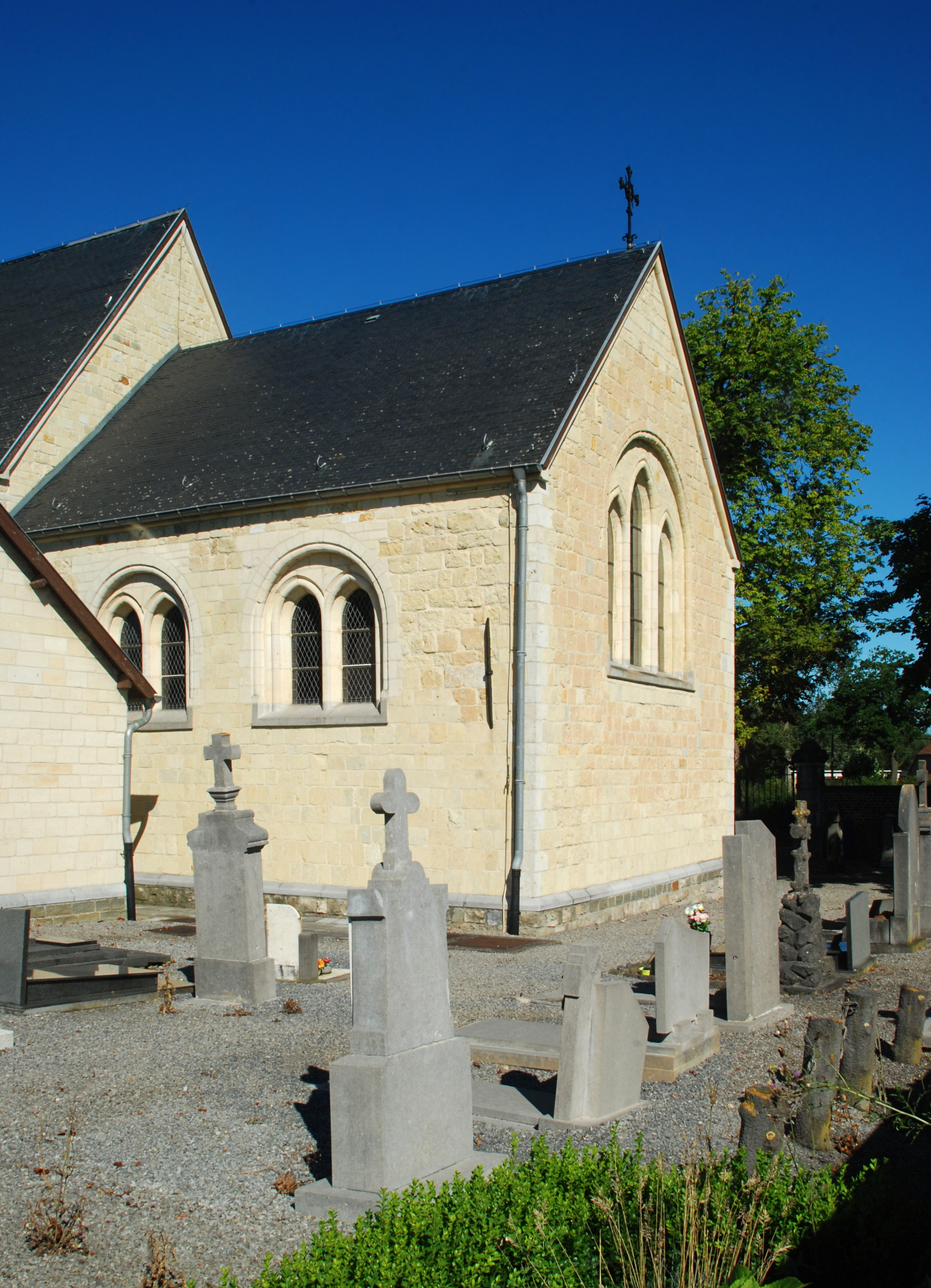
Le chevet.
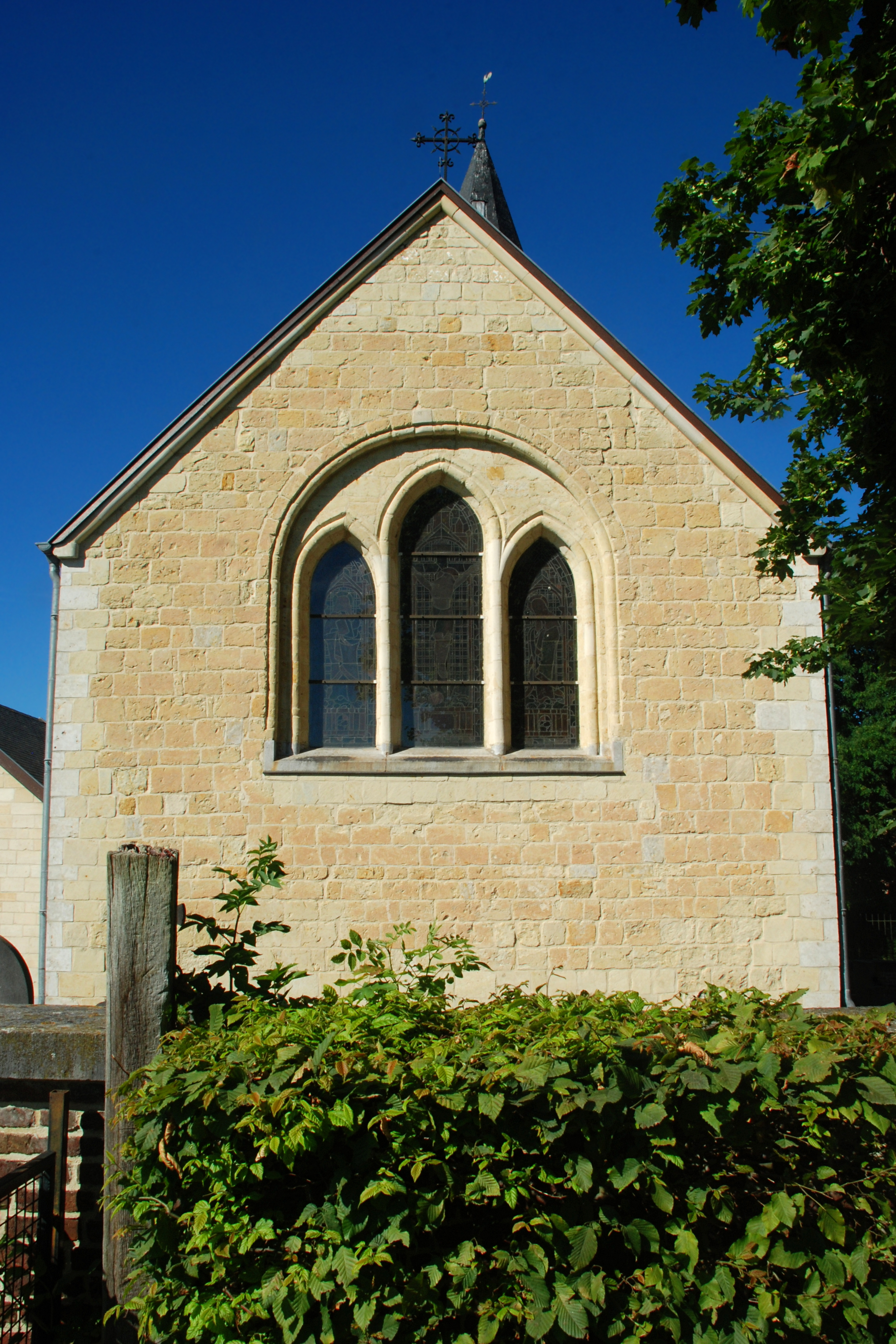
Fenêtres de style roman-gothique du chevet.